# Kruszwica (công xã)
Gmina Kruszwica là một vùng đô thị-nông thôn (quận hành chính) ở quận Inowrocław, Kuyavian-Pomeranian Voivodeship, ở phía bắc miền trung Ba Lan. Khu hành chính của nó là thị trấnKruszwica, nằm cách khoảng 14 kilômét (9 mi) về phía nam Inowrocław và 44 km (27 mi) về phía tây nam Toruń.
Gmina có diện tích là 262,19 kilômét vuông (101,2 dặm vuông Anh), và tính đến năm 2006, tổng dân số của nó là 19.971 (trong đó dân số Kruszwica lên tới 9.373, và dân số của vùng nông thôn của Gmina là 10,598).
Gmina gồm một phần của khu vực được bảo vệ có tên là Công viên cảnh quan Gopło.

## Làng
Ngoài thị trấn Kruszwica, Gmina Kruszwica chứa các làng và các khu định cư của Arturowo, Baranowo, Bródzki, Brześć, Cykowo, Giżewo, Głębokie, Gustawowo, Janikowo, Janocin, Karczyn, Kraszyce, Lagiewniki, Maszenice, Mietlica, Morgi, Orpikowo, Ostrówek, Przingbojewice, Różniaty, Rzepiszyn, Skotniki, Słabęcin, Tarnówko, Witowice, Zaborowo, Żerniki và Żwanowice.

## Gmina lân cận
Gmina Kruszwica giáp với các Gmina của Dąbrowa Biskupia, Dobre, Inowrocław, Jeziora Wielkie, Piotrków Kujawski, Radziejów, Skulsk và Strzelno.